# Heinz Mariacher
Heinz Mariacher (Wörgl, 4 ottobre 1955) è un arrampicatore e alpinista austriaco.
È uno dei più forti arrampicatori austriaci degli anni '70 e '80. Ancora molto giovane diventa conosciuto per una serie di solitarie sulle montagne austriache e nelle Dolomiti, in seguito con vie aperte in un nuovo stile minimalista, tra cui spiccano Abrakadabra e Tempi Moderni sulla Marmolada. Negli anni '80 diventa uno dei protagonisti dell'evoluzione del free climbing in falesia.

## Biografia
Mariacher nasce a Wörgl, il 4.10.1955, nel Tirolo Austriaco, fra le montagne del Kaisergebirge e del Rofan, dove scopre l'arrampicata già da ragazzino. A 11 anni fa la sua prima solitaria, una via di quinto grado senza alcuna attrezzatura. Più avanti, ispirato soprattutto dal suo connazionale Hias Rebitsch, si dedica seriamente all'arrampicata e negli anni '70 si fa notare con solitarie delle vie più difficili del momento, nel Kaisergebirge e nelle Dolomiti, tra cui la Rebitsch sul Fleischbankpfeiler e la Schmuck sulla Fleischbank (1973), la Cassin, Comici, Egger sulle Tre Cime (1974), la Lacedelli sulla Cima Scotoni (1974) e la Vinatzer (1975) sulla Marmolada. 
Nel 1977 apre con Peter Brandstätter la via "Charlie Chaplin" sulla nord della Lalidererspitze nel Karwendel, che diventa una pietra miliare nell'evoluzione dell'arrampicata libera in montagna. Seguono numerose vie nuove sulla Marmolada che fanno storia per lo stile di apertura, come la Don Quixote, Vogelwild, Abrakadabra e Tempi Moderni. Già dai primi anni Mariacher si dissocia dall'alpinismo tradizionale e dimostra uno spirito diverso: l'arrampicata come ricerca personale e lontana da concetti e cliché del comune sistema di valori, come per esempio l'idea della "conquista". La ripetizione free solo e a vista della Conforto/Bertoldi (Marmolada) nel 1979 esprime questa nuova mentalità di spirito libero che segue l'ispirazione del momento. Anche la solitaria della Don Quixote in 1 ora e 20 minuti succede per caso durante una camminata sotto la parete. Scopre e pratica i valori del free climbing in montagna molto prima che l'arrampicata sportiva diventi una moda. Già negli anni '70 segue il principio che l'apertura di vie nuove deve limitarsi esclusivamente all'arrampicata libera e rinuncia categoricamente all'artificiale come mezzo di progressione.
Durante gli anni iniziali i suoi compagni più frequenti sono gli austriaci Reinhard Schiestl, Luggi Rieser (Darshano), Egon Wurm, Peter Brandstätter e Hans Hölzl. Dal 1978 in poi arrampica quasi esclusivamente con Luisa Iovane, che diventa la sua compagna di vita. 
Nei primi anni '80 Mariacher diventa un pioniere del freeclimbing in falesia. Assieme a Roberto Bassi, Manolo, Luisa Iovane scopre le prime falesie nella Valle del Sarca. Più avanti sviluppa anche diverse falesie nelle Dolomiti, di frequente con Bruno Pederiva. La più conosciuta diventa la Valle di San Nicolò.
Nel 1986 libera le prime vie di 8a di Lumignano (Atomic caffè, El Somaro) e poi in Valle di S. Nicolò la famosa "Kendo", 8b+, che risulta una delle vie più dure del momento. Sempre nel 1986 apre la via "Tempi Modernissimi" 7c+, 300 metri, sul Sass da le Undes.
Nel 1987 è fra i primi a ripetere alcune delle vie più difficili di allora negli USA, "Rude Boys", 5.13c e "Monkeyface", 5.13d.
Nel 1987 fa, in cordata con Bruno Pederiva, la prima salita Rotpunkt della "Via del Pesce" 7b, 900 metri, sulla Marmolada.
Mariacher ha anche dato un contributo importante all'evoluzione delle scarpette d'arrampicata, dal famoso modello "Mariacher" nel 1982 fino alle ultime creazioni con il marchio Scarpa (stato del 2015). Come creatore di film di arrampicata ha ottenuto diversi premi, il più prestigioso al Mountain film festival di Banff per "Ritorno al Silenzio" (girato nelle Dolomiti) come migliore film di arrampicata nel 1993.

## Falesia
Nel seguente elenco sono riportate alcune delle realizzazioni più significative di Mariacher in falesia.

### Lavorato
- 8b+/5.13d:
  - Kendo - Val San Nicolò (ITA) - 1986[3]
  - East Face of Monkeyface - Smith Rocks (USA) - 1987

- 8b/5.13c:
  - Rude Boys - Smith Rocks (USA) - 1987
  - Looping - Val San Nicolò (ITA) -1988
  - Sprayathon - Rifle (USA) - 1994
  - Cryptic Egyptian - Rifle (USA) - 1994

## Vie lunghe
Nel seguente elenco sono riportate alcune delle vie d'arrampicata più significative di Mariacher.
- Charlie Chaplin - Laliderer Parete Nord, Karwendel, Austria - 1977 - Prima salita con Peter Brandstätter
- Harlekin - Marmolada/Punta Rocca (ITA) - 1977 - Prima salita con Reinhard Schiestl
- Hatschi Bratschi - Marmolada/Punta Ombretta (ITA) - 1978 - Prima salita con Luggi Rieser e Reinhard Schiestl
- Via Messner - Sass dla Crusc/Pilastro di Mezzo - 16 luglio 1978 - Seconda salita, con variante, con Luisa Iovane[4]
- Vogelwild - Marmolada/Punta Ombretta (ITA) - 1979 - Prima salita con Luggi Rieser e Luisa Iovane
- Zulum Babalù - Marmolada/Punta Ombretta (ITA) - 1979 - Prima salita con Egon Wurm
- Don Quixote - Marmolada/Punta Ombretta (ITA) - 1979 - Prima salita con Reinhard Schiestl[5]
- Via Messner - Sass dla Crusc/Pilastro di Mezzo - 16 settembre 1979 - Quarta salita e prima salita in libera (RP) con Luisa Iovane[4]
- Nose - El Capitan (USA) - 1980
- Salathé - El Capitan (USA) - 1980
- Abrakadabra - Marmolada/Punta Ombretta (ITA) - 1980 - Prima salita con Luisa Iovane
- Sancho Pansa - Marmolada/Punta Ombretta (ITA) - 1980 - Prima salita con Luisa Iovane
- La Mancha - Marmolada/Punta Ombretta (ITA) - 1981 - Prima salita con Luisa Iovane, Reinhard Schiestl e Manfred Ruf
- Ombrello - Marmolada/Punta Penia (ITA) - 1982 - Prima salita con Luggi Rieser
- Tempi moderni - Marmolada/Punta Rocca (ITA) - 1982 - Prima salita con Luisa Iovane[6]
- Attraverso il Pesce - Marmolada/Punta Ombretta (ITA) - 1984 - Seconda salita con Luisa Iovane, Bruno Pederiva, Maurizio Zanolla in tre giorni[7]
- Tempi modernissimi - Sasso delle Undici (ITA) - 1986 - Prima salita con Luisa Iovane[8]
- Attraverso il Pesce - Marmolada/Punta Ombretta (ITA) - 1987 - Prima salita in libera (RP) con Bruno Pederiva, a tiri alterni[7]